# マイケル・ストレイハン
マイケル・ストレイハン（Michael Strahan ([ˈstreɪhæn] 1971年11月21日- ）は、テキサス州ヒューストン出身のアメリカンフットボール選手。NFLのニューヨーク・ジャイアンツ一筋で15シーズンに渡ってプレーした。ポジションはディフェンシブエンド。2001年にはシーズン最多サック記録となる22.5サックをあげた。第42回スーパーボウルに優勝した2007年シーズンまでプレーした。
優れたランストッパーであり、パスラッシャーであった。
現役引退後はメディアパーソナリティとして活動している。現在Fox NFL Sundayのアナリストを務めている。またケリー・リパとともに人気番組Live! with Kelly and Michaelのホストを2012年から2016年の途中まで務めた。デイタイム・エミー賞を2回受賞している。2014年からグッド・モーニング・アメリカのレギュラー出演者となっている。
2014年2月1日、プロフットボール殿堂に選出された。

## 経歴

### 生い立ち
退役軍人大佐であり、ボクシングでも後にヘビー級世界チャンピオンとなるケン・ノートンと1勝1敗の成績を残したジーン・ウィリーとバスケットボールコーチのルイーズとの間に末っ子として生まれた。元プロフットボール選手のアーサー・ストレイハンの甥である。9歳のときに軍人である父親が西ドイツのマンハイムにある基地に赴任となり、一家は引っ越した。そのため、高校の最終学年になるまでアメリカの高校でアメリカンフットボールをプレーする機会はなかった。1985年にはマンハイム・レッドスキンズでラインバッカーとしてプレーした。高校の最終学年前に父親はおじのアーサーのもとにマイケルを送り出し、1シーズンだけウェストバリー高校でプレーして、テキサスサザン大学から奨学金を獲得、春にはドイツに舞い戻り、マンハイムクリスチャン高校を卒業した。

### 大学時代
大学のコーチは練習時にダブルチームで彼に当たるルールを定めた。3年次の1991年にはチームトップの14.5サックをあげてNFLプロスペクトとなり、4年次には62タックル（32ロスタックル）、大学記録となる19サックをあげて、Poor Man's Guide が選ぶオールアメリカファーストチームに選ばれた。1991年、1992年と2年連続でサザンウェスタン・アスレティック・カンファレンスの最優秀選手に選ばれた。大学歴代トップの41.5サックをあげた。

### プロ入り後
1993年のNFLドラフト2巡全体40位でニューヨーク・ジャイアンツに指名されて入団した。この年は怪我のためわずか9試合の出場に終わり、プレーオフ2試合も欠場した。
2年目の1994年より先発選手となった。
1997年に14サックをあげてブレークした。この年、初めてプロボウルに選ばれ、AP通信よりオールプロファーストチームにも選ばれた。
1998年にも15サックをあげて2年連続でプロボウル、オールプロに選ばれた。
2000年にチームはトータルディフェンス2位となり、NFCチャンピオンシップゲームでミネソタ・バイキングスを41-0と完封し、第35回スーパーボウルに進出したが、ボルチモア・レイブンズに7-34で敗れた。この年のプレーオフで彼はチームトップの4.5サックをあげて、その内フィラデルフィア・イーグルスとのディビジョナルプレーオフで2サックをあげた。
2001年、シーズン最終週のグリーンベイ・パッカーズ戦でブレット・ファーヴをサックし、NFL記録となる22.5サックをあげた。それまでのNFL記録はニューヨーク・ジェッツのマーク・ガスティノーが1984年にあげた22サックであった。ファーヴが新記録を樹立させるために故意にサックをさせたのではないかという批判があったが、パッカーズの右タックル、マーク・トーシャーはファーヴがサックされたプレーはひどいプレーでチームはサックを避けようとしたとコメントしている。
この年、AP通信が選ぶNFL最優秀守備選手に選ばれた。また、NFC最優秀守備選手にも選ばれた。
2002年シーズン前、チームとの契約延長で揉めた。その際、チームメートのRBティキ・バーバーからは利己的であると批判を受けた。このときチームはストレイハンをトレードで放出することも検討した。
2003年にもNFLトップの18,5サックをあげて、NFC最優秀守備選手に選ばれた。
この年、11月4日に開局したNFLネットワークのオリジナル番組、NFLトータル・アクセスにタンパベイ・バッカニアーズのウォーレン・サップとともにレギュラー出演した。
2004年は、胸筋を負傷しわずか4サックに終わった。
2005年には怪我から復活し、オウシ・ウメニオーラと2人合計で26サックをあげて、プロボウルに選ばれた。
2006年、10月23日のダラス・カウボーイズ戦でドリュー・ブレッドソーをサックし、通算132.5サックとなり、ローレンス・テイラーのチーム記録に並んだ。しかし、2週間後のヒューストン・テキサンズ戦でリスフラン関節を故障し、プレーオフを含むシーズン残り試合を棒に振った。
2007年9月30日、のフィラデルフィア・イーグルスとのサンデーナイトフットボールでドノバン・マクナブをサックし、チームの通算サック記録を更新した（ただしテイラーは、NFLが1982年にサックを公式記録とする前の1981年に9.5サックをあげている。）。翌年2月3日、アリゾナ州グレンデールのユニバーシティ・オブ・フェニックス・スタジアムで行われた第42回スーパーボウルでは3タックル、1サックをあげて、チームはシーズン無敗でスーパーボウル制覇を目指していたニューイングランド・ペイトリオッツを17-14で破った。
2008年6月9日、現役引退を発表した。15シーズンでジャイアンツ史上1位となるレギュラーシーズン216試合に出場し（205試合に先発出場）、NFL歴代5位の141.5サック、854タックル、4インターセプト、24ファンブルフォース、3タッチダウンをあげた。

### 現役引退後
ニューヨーク・ジャイアンツのリング・オブ・オナーに選ばれている。
2008年6月24日、Fox NFLサンデー・プレゲームショーの出演者に加わることが発表され、カート・メネフィー、テリー・ブラッドショー、ハウィー・ロング、ジミー・ジョンソンと共演することとなった。
ジャイアンツ時代のチームメート、ジャスティン・タックとともにサブウェイのコマーシャルに出演した。
2010年11月、NFL史上100人の偉大なプレイヤーの99位に選ばれた (The Top 100: NFL's Greatest Players) 。
2011年11月、Live with Kellyにレジス・フィルビンに代わって加わり、ケリー・リパとともにホストを務めることとなった。2016年4月19日、グッド・モーニング・アメリカにフルタイムで出演するため、Live with Kelly の担当から外れることがABCから発表された。
NFLの2000年代オールディケイドチームに選ばれた。
殿堂入り資格を得た最初の年、2013年には殿堂入りを果たせなかったが、2014年2月1日、プロフットボール殿堂に選ばれた。同年11月4日に行われたインディアナポリス・コルツ戦のハーフタイムに、セレモニーが行われた。
2014年2月の第48回スーパーボウルではヴィンス・ロンバルディ・トロフィーのプレゼンテーターを父親が亡くなったテリー・ブラッドショーの代役として務めた。同年10月1日、精巣がんチャリティに協力している俳優、ヒュー・ジャックマンから挑戦者に指名された。

## 私生活
最初の妻との間には娘と息子が生まれたが、1996年に離婚した。1999年にノースダコタ州出身の女性と結婚し、2004年に双子の娘が生まれたが、2006年に離婚、2007年1月、裁判所から慰謝料として1500万ドル、毎月の養育費として1万8000ドルを支払うよう命じられた。
2009年8月、エディ・マーフィの元妻、ニコル (Nicole Mitchell Murphy) と婚約したが、2014年にお互いの多忙を理由に婚約を解消した。
2011年6月、ニューヨークの同性結婚を支援するコマーシャルに出演した。